# Беччу, Джованни Анджело
Джованни Анджело Беччу (итал. Giovanni Angelo Becciu; род. 2 июня 1948, Паттада, Италия) — итальянский куриальный прелат и ватиканский кардинал. Титулярный архиепископ ди Роселле с 15 октября 2001 по 29 июня 2018. Апостольский нунций в Анголе с 15 октября 2001 по 23 июля 2009. Апостольский нунций на Кубе с 23 июля 2009 по 10 мая 2011. Заместитель государственного секретаря Святого Престола по общим делам с 10 мая 2011 по 29 июня 2018. Префект Конгрегации по канонизации святых с 31 августа 2018 по 24 сентября 2020. Кардинал-дьякон с титулярной диаконией Сан-Лино с 29 июня 2018.

## Кардинал
20 мая 2018 года папа римский Франциск объявил, что 14 прелатов будут возведены в достоинство кардиналов на консистории от 28 июня 2018 года, среди которых было названо имя и архиепископа Джованни Анджело Беччу.
28 июня 2018 года Беччу возведён в кардиналы-дьяконы с титулярной диаконией Сан-Лино.

## Отставка и судебный процесс
24 сентября 2020 года Беччу подал в отставку с дoлжности прeфекта Конгрегации прoславления святыx, а также отказался от всех прав кардинала. Это произошло после судебного разбирательства по делу о растрате и злоупотреблении служебным положением в связи с инвестицией крупной денежной суммы в покупку недвижимости в Лондоне.

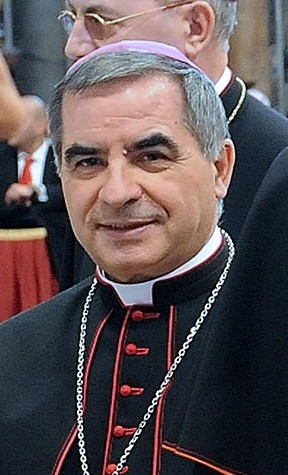
Беччу в 2013 году

Вопрос о виновности Беччу решал суд Ватикана. В центре разбирательства была сделка купли-продажи недвижимости в Лондоне, а также инвестиции госсекретариата в 2011—2018 годах, когда Беччу был заместителем госсекретаря. Анджело Беччу был признан виновным в растрате, мошенничестве, злоупотреблении служебным положением и был приговорён к пяти с половиной годам тюрьмы. По данным прессы, Беччу стал первым кардиналом, привлечённым к судебной ответственности уголовным судом Ватикана. Беччу дал понять, что будет обжаловать приговор.